# Campeonato Goiano de Futebol de 1997
O Campeonato Goiano de Futebol de 1997 foi a 54º edição da divisão principal do campeonato estadual de Goiás. O campeão foi o Goiás que conquistou seu 15º título na história da competição. O CRAC foi o vice-campeão. O artilheiro do campeonato foi Aloísio, jogador do Goiás, com 27 gols marcados. Este campeonato também marcou o rebaixamento do Goiânia Esporte Clube até então segundo maior campeão estadual naquela ocasião, e acabou amargando o seu primeiro rebaixamento para segunda divisão do Campeonato Goiano pela primeira vez em sua história.

## Premiação
| Campeonato Goiano de 1997  |
| Goiânia                    |
| -------------------------- |
| Goiás Campeão (15º título) |